# Gunniltorps naturreservat
Gunniltorp är ett naturreservat i Tidaholms kommun i Västra Götalands län.
Reservatet är skyddat sedan 2005 och är 38 hektar stort. Det ligger 3 km väster om Kungslena kyrka på platåberget Plantabergets östsluttning. 

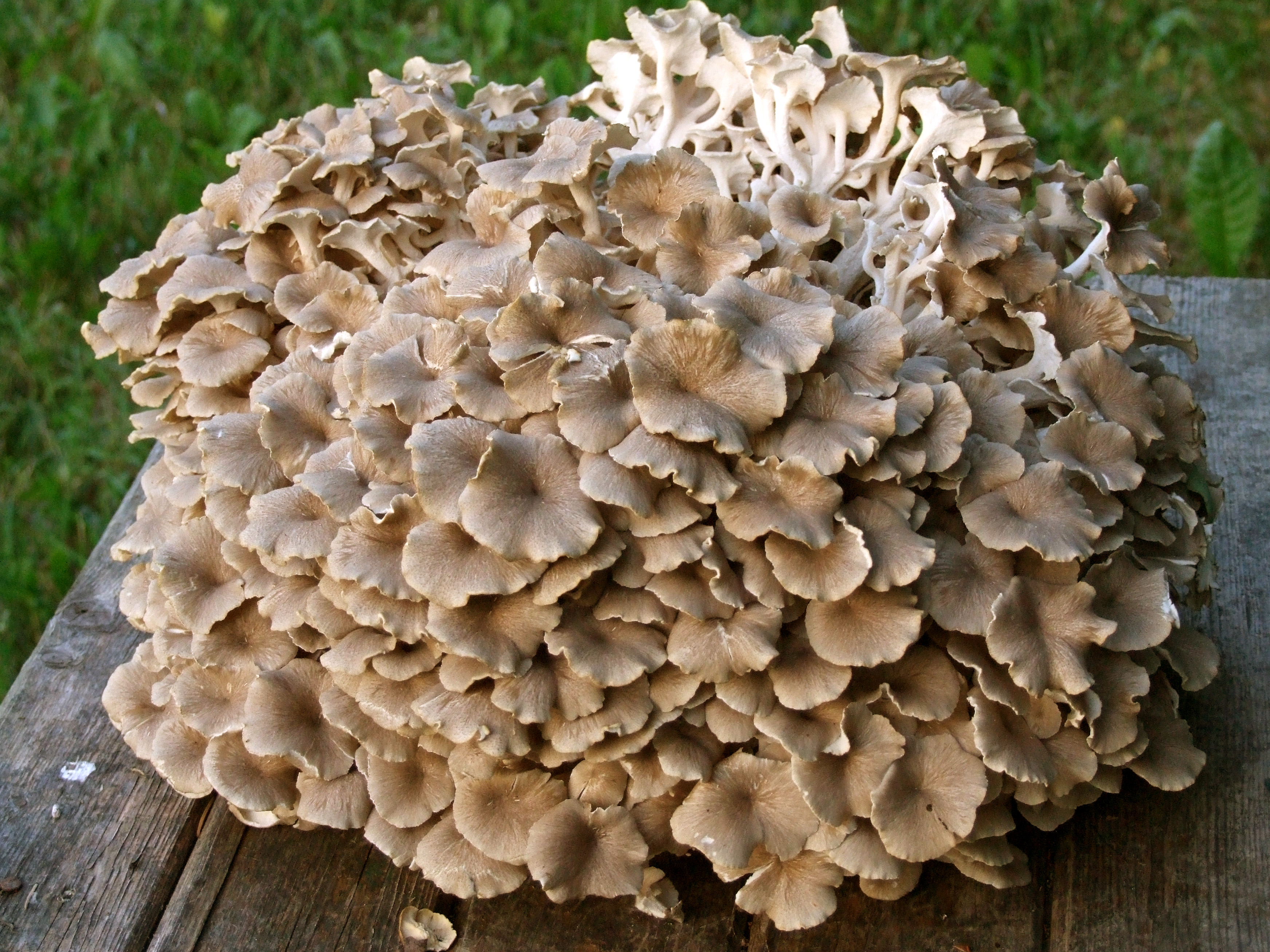
Grenticka

Reservatet utmärker sig genom att det sträcker sig från en uppodlad kalkplatå i öster genom en bergssluttning med trädklädda beteshagar upp till en blockrik, lövträdsbevuxen rasbrant. I brantskogen finns rikligt med nedfallna diabasblock, gamla grova träd och ved död. 
Ovanför sluttningen finns björkdominerad betesmark. Genom naturreservatets lägre delar rinner en bäck som delvis omges av alsumpskog. I lövbrantskogen finns det rikligt med block, ädellövträd, gamla grova träd, och död ved, vilka skapar goda livsbetingelser för växter och djur.
Området har en mycket omväxlande lövskogs- och betesmarksmiljö. De varierande förhållandena innebär goda förutsättningar för en stor artrikedom bland insekter, marksvampar, kärlväxter och andra arter. Intressanta arter som finns här är trolldruva, springkorn, kransrams, lunglav, mörk baronmossa, fällmossa, kandelabersvamp, grenticka och tårkragskivling.
Området ingår i EU:s ekologiska nätverk av skyddade områden, Natura 2000. 